# 表町バスセンター

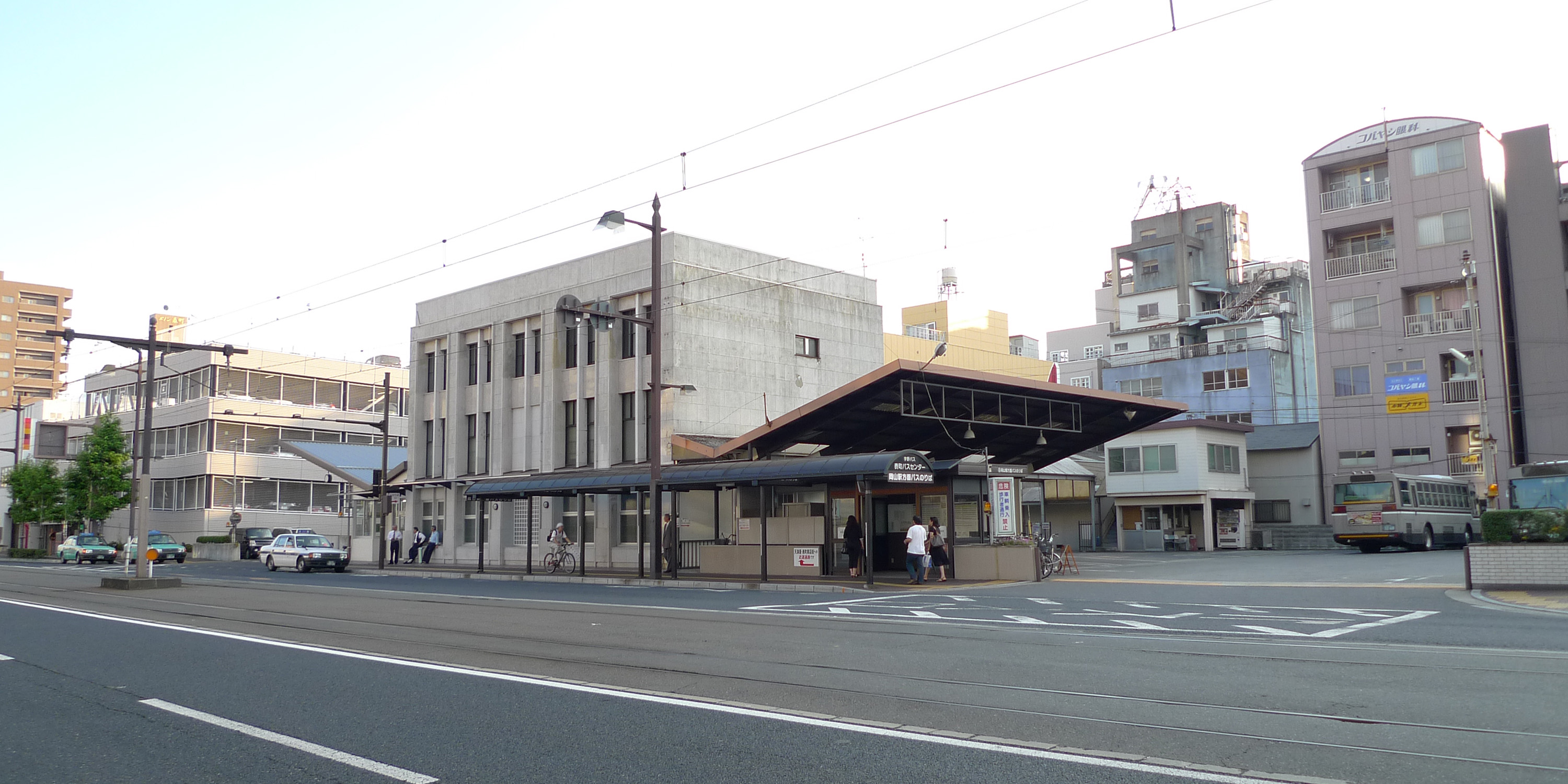
表町バスセンター

表町バスセンター（おもてちょうバスセンター）は岡山市北区表町二丁目にある宇野自動車のバスターミナルである。

## 概要
岡山市中心部を経由する他のバス会社は天満屋バスステーションに乗り入れるが、宇野バスだけは近隣の本社併設バスターミナルに乗り入れる。
このバスターミナルには車両整備設備、洗車場、給油機が備えられている。
岡山駅 - 表町バスセンター間は運賃が100円である。
県道沿いのバス停にはバスロケーションシステムが設置されている。始発便と県庁方面から接近するバスについてアナウンスが流れるようになっている。県庁方面から接近するバスは、「中電前」バス停を通過した際に、接近表示がされる仕組みになっている。

## 路線
- ■宇野バス（宇野自動車）

| のりば                  | 運行事業者 | 系統・行先・方面 | 備考                   |
| ----------------------- | ---------- | --- | ---------------------- |
| 1                       | 宇野バス   | ■ 210：湯郷温泉・林野駅 ■ 216・236：ネオポリス東6丁目 ■ 219・229・239：ネオポリス西9丁目 ■ 233：（循環）山陽団地                         |                        |
| 2                       | 宇野バス   | ■ 206・207：東岡山 | 「207」は始発便のみ    |
| 3                       | 宇野バス   | ■ 205：四御神 |                        |
| 4                       | 宇野バス   | ■ 251b：長岡団地 ■ 251：長岡駅前（東岡山駅南口 ■ 252：八日市 ■ 253：片上 ■ 254：瀬戸駅 ■ 256：ネオポリス東6丁目 ■ 259：ネオポリス西9丁目 | 「251b」は平日のみ運行 |
| 岡山駅方面 （県道27号） | 宇野バス   | ■ 岡山駅 |                        |

## 周辺
- 天満屋バスステーション
- 岡山電気軌道県庁通り電停
- 岡山県庁
- 岡山県立図書館
- 日本銀行岡山支店
- 中国銀行本店
- 天満屋岡山店
- 岡山表町商店街
- JTB岡山支店
- ルネスホール（旧日本銀行岡山支店）
- 宇野表町駐車場
- 宇野内山下駐車場

座標: 北緯34度39分42秒 東経133度55分48.7秒 / 北緯34.66167度 東経133.930194度